# Banana (rod)
Banana (lat. Musa), rod jednosupnica iz porodice bananovki (Musaceae) kojemu pripadaju 83 vrste trajnica čiji je plod, banana, široko rasprostranjen u ljudskoj ishrani. Banane su zeljaste voćke drvolikog izgleda koje mu daju tijesno priljubljeni lisni rukavci, čineći na taj način prividno deblo. Listovi su veliki a iz podraslih plodnica cvjetova razvija se mesnati plod.

## Etimologija
Rod je prvi imenovao Carl Linnaeus 1753., a postoje dva objašnjenja za nastanak riječi musa. Prema jednom dolazi od latiniziranog arapskog naziva mauz (موز), u značenju voće, a po drugom po Antoniju Musi (Ἀντώνιος Μούσας), grčkom botaničaru i liječniku rimskog cara Augusta.  

## Opis
Musa (banane i plantain banane) su drvoliki zeljasti rod.  Divlje vrste Musa su Musa acuminata koja ima 2n=2x=22 kromosoma i konstituciju genoma AA, te Musa balbisiana, također 2n=22 s BB genomima. Ostale vrste u rodu pružaju korisnu raznolikost i otpornost na bolesti, te imaju x=11 ili x=10 kromosoma. Plodovi (botanički epigine bobice) imaju brojne male sjemenke u kremasto bijelom mesu. Rod je dobio ime po Antoniju Musi, liječniku prvog rimskog cara Oktavija Augusta. Kultivirani oblici banane su sterilni, partenokarpni (plodovi se razvijaju bez oplodnje peludi: male crne točkice koje se vide su pobačene ovule). Izvozne desertne banane su triploidne (tri seta od 11 kromosoma, 2n=3x=33) s konstitucijom genoma AAA i predstavljaju samo 15% svjetske proizvodnje iako su važan usjev za prodaju. U Ujedinjenom Kraljevstvu, banane su najprodavanije voće (pretekavši jabuke 1990-ih) i na glasu da imaju najveću prodaju od svih proizvoda u supermarketima nakon benzina i srećki! Kultivari banana i plantain banana za kuhanje, koji se uglavnom jedu u zemljama proizvodnje, imaju konstituciju genoma AAB ili ABB; oni se kuhaju, prže ili suše, ponekad melju u brašno. Banane se mogu fermentirati. Iako narastu do 8 m (25 stopa) ili tako nešto, biljke su ljekovite, s pseudostelom ('deblom') koji nema drvenasto tkivo već je nakupina baza lišća. 
Veličina haploidnog genoma Muse je oko 600 Mb (Dolezel et al), četiri puta veća od modelne biljke Arabidopsis, 50% veća od riže ili rajčice i 20% veličine ljudskog genoma. Podijeljen je na 11 kromosoma i može se analizirati pomoću molekularnih i citogenetskih metoda. BAC knjižnice omogućit će detaljan rad na strukturi genoma (dostupno preko Global Musa Genomics Consortiuma). Genetske karte izrađuju se križanjima između diploidnih vrsta, osobito u francuskoj regiji Guadeloupe.

## Ljudska upotreba
Različite vrste banana raširene su po tropskim krajevima Amerike, Azije i Afrike. Najpoznatija je M. acuminata koja je se jede sirova, dok se različite vrste (kao plantana banane) peku ili kuhaju, plantane su bogate škrobom, a siromašne šećerom. Stabljike banane rastu visoko poput drveća, ali nisu drvenaste nego lisnate. Kultivirani plodovi poznati kao banana, omiljeni su kao ukusno voće koje se jede sirovo, priprema kuhanjem ili se koristi za izradu različitih poslastica, razvili su se osobito iz vrsta M. acuminata i M. balbisiana. Banane su četvrti najvažniji usjevi u zemljama u razvoju: voće je osnovna hrana u podsaharskoj Africi, Južnoj i Srednjoj Americi i velikom dijelu Azije, dok se lišće koristi za sklonište i omatanje hrane, a muški pupoljak može se jesti kao povrće. 
Od hibridne vrste Musa ×paradisiaca (konjska banana) pravi se brašno za pecivo i dobiva alkohol, a polodovi se jedu kuhani. Vrsta Musa textilis služi za izradbu papira i užadi, a porijeklom je s Filipina.

## Popis vrsta
Na popisu je 2024. godine 83 priznate vrste, i nekoliko hibridnih.
1. Musa acuminata Colla
2. Musa arfakiana Argent
3. Musa argentii Gogoi & Borah
4. Musa arunachalensis A.Joe, Sreejith & M.Sabu
5. Musa aurantiaca G.Mann ex Baker
6. Musa azizii Häkkinen
7. Musa balbisiana Colla
8. Musa banksii F.Muell.
9. Musa barioensis Häkkinen
10. Musa basjoo Siebold ex Miq.
11. Musa bauensis Häkkinen & Meekiong
12. Musa beccarii N.W.Simmonds
13. Musa boman Argent
14. Musa borneensis Becc.
15. Musa bukensis Argent
16. Musa campestris Becc.
17. Musa celebica Warb. ex K.Schum.
18. Musa cheesmanii N.W.Simmonds
19. Musa chunii Häkkinen
20. Musa coccinea Andrews
21. Musa corneri Holttum
22. Musa cylindrica A.Joe, Sreejith & M.Sabu
23. Musa exotica R.V.Valmayor
24. Musa fitzalanii F.Muell.
25. Musa flaviflora N.W.Simmonds
26. Musa gracilis Holttum
27. Musa griersonii Noltie
28. Musa haekkinenii N.S.Lý & Haev.
29. Musa hirta Becc.
30. Musa indandamanensis L.J.Singh
31. Musa ingens N.W.Simmonds
32. Musa insularimontana Hayata
33. Musa itinerans Cheesman
34. Musa jackeyi W.Hill
35. Musa johnsii Argent
36. Musa juwiniana Meekiong, Ipor & Tawan
37. Musa kamengensis Gogoi & Häkkinen
38. Musa kattuvazhana K.C.Jacob
39. Musa lanceolata Warb. ex K.Schum.
40. Musa lawitiensis Nasution & Supard.
41. Musa lokok Geri & Ng
42. Musa lolodensis Cheesman
43. Musa lutea R.V.Valmayor, D.D.Lê & Häkkinen
44. Musa maclayi F.Muell. ex Mikl.-Maclay
45. Musa mannii H.Wendl. ex Baker
46. Musa markkuana (M.Sabu, A.Joe & Sreejith) Hareesh, A.Joe & M.Sabu
47. Musa markkui Gogoi & Borah
48. Musa monticola M.Hotta ex Argent
49. Musa muluensis M.Hotta
50. Musa nagalandiana S.Dey & Gogoi
51. Musa nagensium Prain
52. Musa nanensis Swangpol & Traiperm
53. Musa ochracea K.Sheph.
54. Musa ornata Roxb.
55. Musa paracoccinea A.Z.Liu & D.Z.Li
56. Musa paramjitiana L.J.Singh
57. Musa peekelii Lauterb.
58. Musa puspanjaliae Gogoi & Häkkinen
59. Musa rosea Baker
60. Musa rubida Holttum
61. Musa rubinea Häkkinen & C.H.Teo
62. Musa rubra Wall. ex Kurz
63. Musa ruiliensis W.N.Chen, Häkkinen & X.J.Ge
64. Musa sakaiana Meekiong, Ipor & Tawan
65. Musa salaccensis Zoll. ex Kurz
66. Musa sanguinea Hook.f.
67. Musa schizocarpa N.W.Simmonds
68. Musa serpentina Swangpol & Somana
69. Musa siamensis Häkkinen & Rich.H.Wallace
70. Musa sikkimensis Kurz
71. Musa splendida A.Chev.
72. Musa textilis Née
73. Musa thomsonii (King) A.M.Cowan & Cowan
74. Musa tonkinensis R.V.Valmayor, D.D.Lê & Häkkinen
75. Musa troglodytarum L.
76. Musa tuberculata M.Hotta
77. Musa velutina H.Wendl. & Drude
78. Musa violascens Ridl.
79. Musa viridis R.V.Valmayor, D.D.Lê & Häkkinen
80. Musa voonii Häkkinen
81. Musa yamiensis C.L.Yeh & J.H.Chen
82. Musa yunnanensis Häkkinen & H.Wang
83. Musa zaifui Häkkinen & H.Wang
84. Musa ×alinsanaya R.V.Valmayor
85. Musa ×calicutensis Smisha & M.Sabu
86. Musa ×formobisiana H.L.Chiu, C.T.Shii & T.Y.A.Yang
87. Musa ×paradisiaca L.
88. Musa ×parahaekkinenii Smisha & M.Sabu
89. Musa ×putei-gentu Meekiong & Anis Sabrina

## Zanimljivosti
Pivo od banana se pravi od banana, kineske šećerne repe i posebne vrste brašna koje u sebi već ima kvasce. Najviše se konzumira u Keniji, Kongu i Ugandi te u svakoj od tih država ima drugačiji naziv.

## Sinonnimi
- Karkandela Raf.; Sylva Tellur. 106 (1838)

## Galerija
- M. acuminata
- Musa acuminata